# Puang Aja
Puang Aja is een bestuurslaag in het regentschap Deli Serdang van de provincie Noord-Sumatra, Indonesië. Puang Aja telt 301 inwoners (volkstelling 2010).